# Karl-Heinz Gierke
Karl-Heinz Gierke (* 27. Mai 1938 in Neustadt an der Weinstraße; † vor dem 14. Juli 2020 in Straßburg, Elsass) war ein deutscher Schauspieler.

## Leben
Gierke absolvierte eine Schauspielausbildung an der „Schauspielschule Herta Genzmer“ in Wiesbaden. Es folgten mehrere Theaterengagements; unter anderem war er acht Jahre festes Ensemblemitglied am Schauspiel Köln. Dort interpretierte Gierke ein breites Repertoire, das Stücke von William Shakespeare, die deutschen Autoren der Klassik und Romantik, das Theater der Jahrhundertwende, aber auch Stücke der Moderne und des zeitgenössischen Theaters umfasste.
1983 und in den Jahren 1985–1987 trat Gierke bei den Bad Hersfelder Festspielen auf. 1988 spielte er den Junker Bleichenwang in Shakespeares Komödie Was ihr wollt bei den Schlossfestspielen Ettlingen. Mehrfach wirkte Gierke bei Tourneetheaterproduktionen mit, unter anderem als Luka in Der Bär, als Tschubukow in Der Heiratsantrag (beide 1994), als Musikdirektor Schöller in dem Lustspiel Pension Schöller (1999–2000) und als Janzi in dem operettenhaften Lustspiel Mich hätten Sie sehen sollen von Helge Thoma und Werner Schneyder (2002–2003).
Er gehörte mehrere Jahre zum Ensemble der Komödie im Bayerischen Hof. Dort spielte er von 2004 bis 2017 regelmäßig die Rolle des Schuldirektors Knauer in dem Lustspiel Die Feuerzangenbowle.
Ab den 1970er Jahren war Gierke auch in mehreren Fernsehrollen zu sehen. Als seinen ersten Filmauftritt führt die Filmdatenbank IMDb den Fernsehfilm Rückfälle aus dem Jahr 1977, in dem Gierke unter der Regie von Peter Beauvais in einer Nebenrolle zu sehen war.
1986 spielte er in der ZDF-Fernsehserie Die Schwarzwaldklinik in der Folge Das Findelkind einen nicht mehr ganz jungen Ehemann, dessen Ehefrau Olga (Karin Baal) sich liebevoll um ein ausgesetztes Baby kümmert. In der ZDF-Seifenoper Jede Menge Leben hatte er 1995–1996 eine durchgehende Serienhauptrolle als Gemüsehändler Hansjörg Fuchs. Eine Serienrolle hatte er 1990 auch als Herr Hütthusen in der Serie Lindenstraße; dort spielte er den unangenehmen Chef der Serienhauptfigur Hans Beimer. In einer Tatort-Episode des Saarländischen Rundfunks war er 1996 als Polizeipräsident der Dienstvorgesetzte des ermittelnden Kriminalkommissars Max Palu (Jochen Senf).
Gierke, der im Fernsehen häufig in prägnanten Nebenrollen eingesetzt wurde, spielte auch in mehreren Fernsehfilmen. Er verkörperte den Bürgermeister in der Literaturverfilmung Die Rättin (1997) und 2001 den Rechtsanwalt Professor Schmidt-Graeber in dem dokumentarischen Kriminalfilm Vera Brühne. 2001 spielte er einen Pfarrer in dem SAT1-Film Große Liebe wider Willen. In dem Fernsehfilm Im Namen von Rose aus der Pfarrer Braun-Fernsehreihe übernahm er 2009 die Rolle des alteingesessenen Winzers Bartel Konz.
1984 trat er in Stuttgart in der ARD-Fernsehshow Einer wird gewinnen als Schauspieler auf.
Gierke arbeitete auch als Sprecher für Hörspiele. 1984 nahm er beim Westdeutschen Rundfunk das Kriminalhörspiel Das Mädchen mit den Silberaugen von Dashiell Hammett auf.
Gierke lebte zuletzt im elsässischen Straßburg.

## Filmografie (Auswahl)
- 1977: Rückfälle
- 1980: Auf Achse (Folge: Konvoi)
- 1981: Familientag (Fernsehserie)
- 1981–2011: Tatort (Fernsehreihe)
  - 1981: Duisburg-Ruhrort
  - 1984: Haie vor Helgoland
  - 1994: Die Frau an der Straße
  - 1996: Der Entscheider
  - 1998: Allein in der Falle
  - 2000: Die Frau im Zug
  - 2006: Gebrochene Herzen
  - 2011: Tod einer Lehrerin
- 1984: Die Krimistunde (Fernsehserie, Folge 11, Episode: "Es wird Euch leid tun, wenn ich tot bin")
- 1985: Geschichten aus der Heimat (Fernsehserie) Episode: Der Müll ist weg – Es lebe der Müll!
- 1985: Die Krimistunde (Fernsehserie, Folge 16, Episode: "Der Mann in der Nachbarzelle")
- 1986: Die Schwarzwaldklinik (Folge: Das Findelkind)
- 1994: Scheidungsgericht
- 1994: Schwarz greift ein (Folge: Der Mann ohne Namen)
- 1995–1996: Jede Menge Leben
- 1996: Ein Fall für zwei (Folge: Der Fluch der guten Taten)
- 1997: Die Rättin
- 1998: SK-Babies (Folge: Kurzschluß)
- 1998: Wilsberg: In alter Freundschaft
- 1999: Verliebt in eine Unbekannte
- 2001: Große Liebe wider Willen
- 2001: Vera Brühne
- 2003: Alarm für Cobra 11 – Die Autobahnpolizei (Folge: Verraten und verkauft)
- 2009: Pfarrer Braun – Im Namen von Rose